# 弗里蒙特 (密歇根州)
弗里蒙特（英語：Fremont）是一個位於美國密歇根州紐威哥縣的城市。

## 人口
根據2020年美國人口普查的數據，弗里蒙特的面積為12.68平方千米，當中陸地面積為9.33平方千米，而水域面積為3.35平方千米。當地共有人口4516人，而人口密度為每平方千米356人。